# Kraljeva Sutjeska (Franziskanerkloster)
Koordinaten: 44° 7′ 20″ N, 18° 12′ 9,5″ O
Kraljeva Sutjeska ist ein Kloster der Franziskaner im gleichnamigen Ort in Bosnien und Herzegowina. Es wurde in der ersten Hälfte des 14. Jahrhunderts gebaut und ist der religiöse Mittelpunkt der Region.

## Geschichte

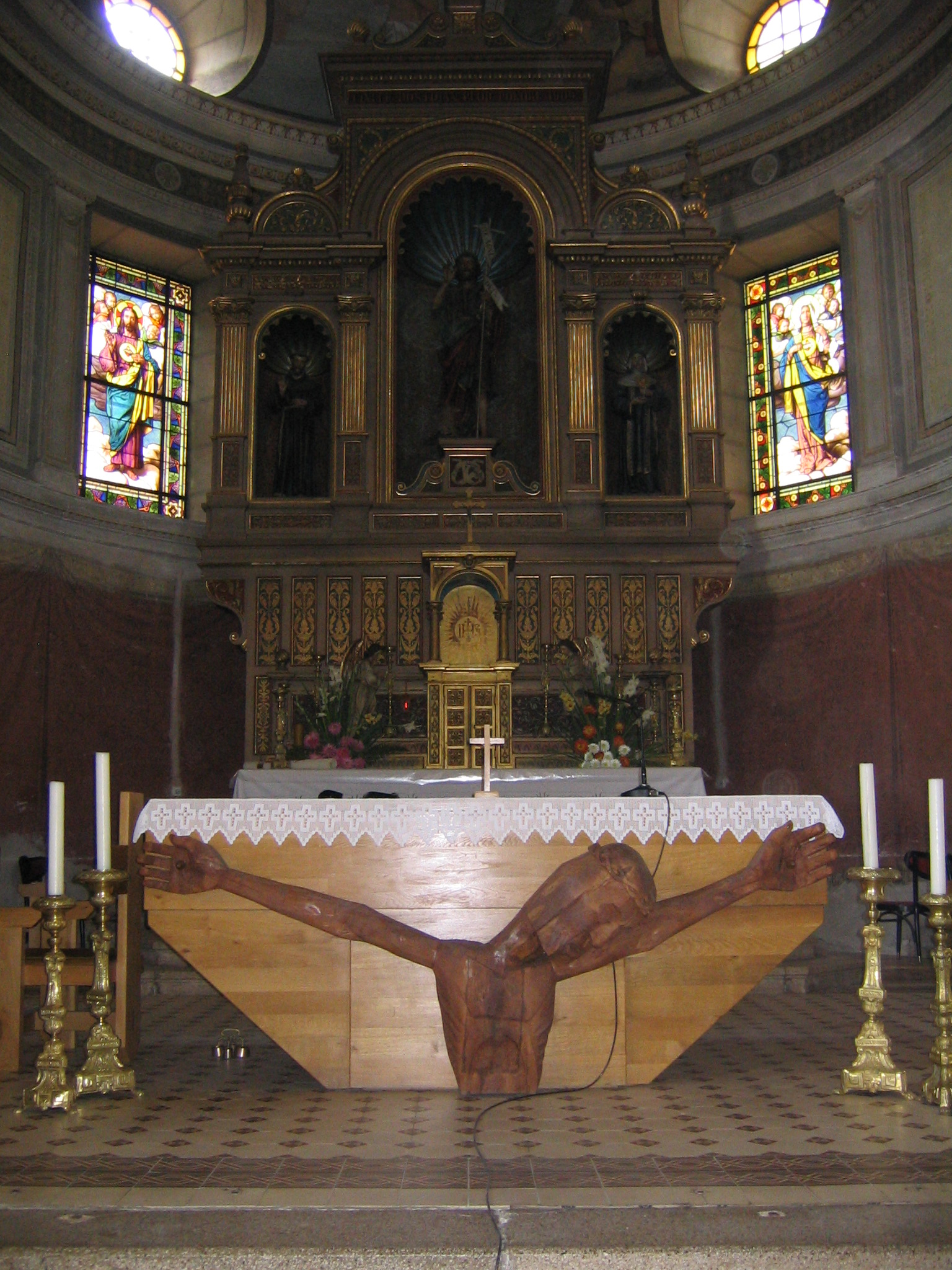
Hauptaltar des Klosters Kraljeva Sutjeska

Der Ort Kraljeva Sutjeska liegt im Trstionica-Tal. Das Franziskanerkloster befindet sich am Ortsrand und liegt am Fuß des Berges Teševo. Schon seit 650 Jahren ist das Kloster der geistige und kulturelle Mittelpunkt dieser Gegend. 

### Gründung
Das ursprüngliche Kloster wurde wahrscheinlich in der ersten Hälfte des 14. Jahrhunderts errichtet. Es wurde zum ersten Mal in einer Schrift von Bartol Pizanski erwähnt, der ein franziskanischer Schriftsteller war. Diese Schrift stammt aus dem Jahr 1385. Nach der osmanischen Eroberung Bosniens wurde das Kloster in einer türkischen Schrift aus dem Jahr 1469 erwähnt. Während der Verfolgung im Jahr 1524 wurde es zerstört.

### Renovierung und Aufbau
Es verging viel Zeit, bis die Franziskaner eine Baugenehmigung für den Bau des neuen Klosters bekommen haben. Die Osmanen hatten die Verwendung der widerstandsfähigen Materialien verboten, weswegen das Kloster in ständiger Brandgefahr war. Im Laufe der Zeit ging das neuerbaute Kloster zugrunde. Eine Reparaturgenehmigung war sehr schwer durchzusetzen. Nachdem die Franziskaner die Renovierung ohne Genehmigung begonnen hatten, wurden sie verhaftet. Aufgrund dieser Ereignisse haben die Franziskaner die neuen Gebäude mit Ruß überstrichen.

### Osmanische Eroberung Bosniens
Im Jahre 1658 ist das Kloster mit allen wertvollen Archiven und Bücher der Bibliothek abgebrannt. Das neue Kloster wurde 1664 wieder errichtet. Während der osmanischen Eroberung Bosniens am Ende des 17. Jahrhunderts mussten die Franziskaner das Kloster verlassen und in Dorfhütten leben. Als sich die politischen Aufstände beruhigt hatten, konnten sie 1704 zurückkehren.

### Bauarbeiten
Im Laufe des 19. Jahrhunderts wurde das Kloster zweimal errichtet, und in der Zeit von 1888 bis 1890 wurde das heutige Kloster gebaut. Der Bauunternehmer Ivan Holz hat die Bauarbeiten ausgeführt. Das Kloster wurde am 20. Mai 1892 geweiht, obwohl die Bauarbeiten bis 1897 andauerten. Im neuen Kloster wurde 1914 die Wasserleitung und die elektrische Beleuchtung 1920 eingeführt. Die Elektrizität bekam es aus dem eigenen Wasserkraftwerk am Fluss Trstionica, welches die kommunistische Regierung Jugoslawiens nach dem Zweiten Weltkrieg enteignete.

## Gegenwart
Bis zum Anfang des 20. Jahrhunderts war für einen Teil der Franziskaner das Studium der Philosophie und Theologie im Kloster organisiert. Später wurde dort das Noviziat der Franziskaner aufgestellt und dort ist es auch bis 1973 geblieben. Das Klostergebäude wurde in der Zeit 1982–1988 umfassend renoviert. Das Kloster in Kraljeva Sutjeska reicht an kulturgeschichtlichen und künstlichen Inhalten: zahlreiche Archiven mit Dokumenten, wertvollen und alten Bücher, Bildersammlung, Metall und Textilgegenstände aus dem Kunsthandwerk.